# Newcastle (Wyoming)
Newcastle is een plaats (city) in de Amerikaanse staat Wyoming, en valt bestuurlijk gezien onder Weston County.

## Demografie
Bij de volkstelling in 2000 werd het aantal inwoners vastgesteld op 3065. In 2006 is het aantal inwoners door het United States Census Bureau geschat op 3272, een stijging van 207 (6,8%).

## Geografie
Volgens het United States Census Bureau beslaat de plaats een oppervlakte van 6,4 km², geheel bestaande uit land. Newcastle ligt op ongeveer 1324 m boven zeeniveau.

## Plaatsen in de nabije omgeving
De onderstaande figuur toont nabijgelegen plaatsen in een straal van 64 km rond Newcastle.